# ウェストロティアーナ
ウェストロティアーナ (Westlothiana) は、現代のトカゲに似た外見の初期有羊膜類の生物。古生代石炭紀前期、約3億3,800万年前のスコットランドに生息。学名は、発見された地名、ウェスト・ロージアン地区より。

## 特徴

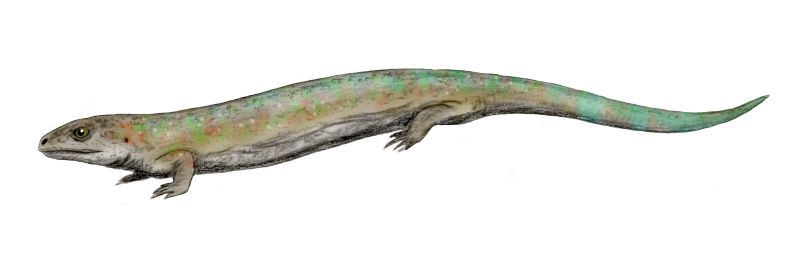
復元図

体長15cm弱。体幹は細長く、四肢は短い。歯はエナメル質が複雑に折れ込んだ、両生類-迷歯亜綱のものと同様の特徴を有する。その骨格は、爬形類に属する両生類と有羊膜類双方の特徴が入り交じっている。口蓋は、便宜上両生類とされているディアデクテスよりも特殊化が進んでおらず、祖先的な特徴を保持している。また、足根骨も両生類的であった。しかし、この動物の足首に存在する距骨と踵骨は有羊膜類にのみ存在し、また、頭蓋骨にも両生類段階での鼓膜部位である耳切痕を持たないなど、有羊膜類の特徴が散見される。椎骨も丈夫であった。その為、この動物は最初期の有羊膜類とされた。
ただし一部の学者は、口蓋の特徴や後頭顆の形状などから、この生物は爬形類ですら無く、もっと古い形質を持った四肢動物であったという者もいる。

## 生態
この生物はおそらく淡水湖の湖畔に生息し、爬形類など他の小動物を捕食していたと考えられる。

## 分布
スコットランド、バースゲート近郊イースト・カークトン採石場より、基準標本となる化石が産出。